# Heteropogon tolandi
Heteropogon tolandi är en tvåvingeart som beskrevs av Wilcox 1965. Heteropogon tolandi ingår i släktet Heteropogon och familjen rovflugor.
Artens utbredningsområde är Kalifornien. Inga underarter finns listade i Catalogue of Life.